# Топуридзе, Диомид Алексеевич
Диомид Алексеевич Топуридзе (груз. დიომიდე ალექსის ძე თოფურიძე, 16 августа 1871 или 28 августа 1871, Хета, Самегрело — Земо-Сванети — 11 декабря 1937) — российский революционер, меньшевик, губернский комиссар Временного правительства России, участник Октябрьского переворота в Саратове. Член Учредительного собрания Грузии.

## Биография
Учился в Кутаисской гимназии.
В революционном движении с 1890-х годов, член первой грузинской социал-демократической организации «Месаме-даси». С 1895 года учился на юридическом факультете Московского университета. В 1896 году уехал в Женеву, учился в местном университете. Сотрудничал в газете «Искра». В 1901 году переехал в Париж, чтобы завершить диссертацию «Теория обнищания».
В 1903 году вернулся в Грузию, был избран делегатом от тифлисского комитета на 2-й съезд РСДРП, при расколе партии на большевиков и меньшевиков, принял сторону последних. В том же году переехал в Саратов. Неоднократно арестовывался, жил на нелегальном положении.
Участник Первой русской революции. Был сослан, затем занимался журналистикой, в 1911 году организовал издание еженедельной «Приволжской газеты». Публиковался под псевдонимом «Карский»
После Февральской революции назначен саратовским губернским комиссаром Временного правительства, вошёл в Совет (первого, второго и третьего созывов). Как меньшевик поддерживал революционные преобразования в стране и в то же время противился радикальным инициативам большевиков. В августе 1917 года большевики получили большинство в Совете, Топуридзе занял выжидательную позицию и был смещён с поста. 27 октября (9 ноября) призвал жителей города встать на защиту исполкома и здания думы. После капитуляции сторонников Временного правительства Топуридзе удалось скрыться и тайно уехать в Грузию.
Избирался в Тбилисский городской совет, вошёл в меньшевистское правительство, занимал должности председателя бюджетно-финансовой комиссии, члена комиссии по внешним связям.
В 1921 году после советизации Грузии вынужден был эмигрировать.
По другим сведениям, оставался в Грузии, отошёл от политической жизни, опубликовал несколько книг по экономике. В 1937 году был арестован, обвинён в принадлежности к меньшевистскому Центру и расстрелян.

## Личная жизнь
Сын (?) — Александр Диомидович Топуридзе (1899—1942)